# Galactosa-alfa-1,3-galactosa
La galactosa-alfa-1,3-galactosa, más conocida como alfa-gal, es un carbohidrato encontrado en la membrana celular de muchos organismos.
Se encuentra en la mayoría de los mamíferos, pero no en primates (incluyendo a humanos).

Al ser extraña al cuerpo humano, puede generar alergia y episodios de anafilaxia. Esta sustancia se encuentra presente en la saliva de algunas garrapatas, tales como la Ixodes holocyclus en Australia y la Amblyomma americanum en Estados Unidos. Esto puede desencadenar alergia a dicha sustancia, fenómeno que se denomina alergia a alfa-gal y se considera un tipo de alergia a la carne.